# Gerocarne
Gerocarne é uma comuna italiana da região da Calábria, província de Vibo Valentia, com cerca de 2.498 habitantes. Estende-se por uma área de 44 km², tendo uma densidade populacional de 57 hab/km². Faz fronteira com Arena, Dasà, Dinami, Francica, Mileto, Serra San Bruno, Sorianello, Soriano Calabro, Spadola, Stefanaconi.

## Demografia
| Variação demográfica do município entre 1861 e 2011                               |
|                                                                                   |
| Fonte: Istituto Nazionale di Statistica (ISTAT) - Elaboração gráfica da Wikipedia |